# محمد مشالی
محمد مشالی (۱۹۴۴–۲۸ ژوئیه ۲۰۲۰) یک پزشک مصری بود که مورد تحسین بسیاری از افراد به‌دلیل درمان بیماران فقیر با هزینهٔ بسیار کم قرار گرفت. مشالی همچنین به عنوان طبیب الفقرا شناخته می‌شد. مشالی بیش از ۵۰ سال در خدمت مردم بود و آن‌ها را درمان می‌کرد.

## سال‌های نخستین زندگی
محمد مشالی در روستای ظهرالتمساح (Dhahr Al Temsah) متولد شد که این مکان در استان بحیره در شمال مصر قرار دارد. شغل پدر او معلمی بود. این خانواده به استان تانتا در استان غربیه مهاجرت کردند. وی پیش از تخصص یافتن در پزشکی داخلی، تخصص مربوط به بیماری کودکان و بیماری‌های عفونی در دانشکده پزشکی قصر العینی تحصیل کرد.
در سال ۱۹۷۵، مشالی یک کلینیک را در استان غربیه افتتاح کرد که برای تشخیص‌های پزشکی از هر بیمار تنها ۵ پوند مصری دریافت می‌کرد. این کلینیک که سال‌ها فعال بود، هزینهٔ آن تنها به ۱۰ پوند مصری افزایش یافت. مشالی اغلب معاینات رایگان را برای بیماران فقیر ارائه می‌داد.

## مرگ
محمد مشالی در ۲۸ ژوئیهٔ سال ۲۰۲۰ در طنطا، استان غربیه درگذشت و در استان بومی خود بهیرا دفن شد.